# APCOA
Die APCOA ist Europas größter Parkraumbewirtschafter. Das Unternehmen mit Sitz am Stuttgarter Flughafen betreibt Parkplätze, Parkhäuser und Park-and-Ride-Anlagen und bietet Dienstleistungen für Kommunen an. In Deutschland wird diese Dienstleistung überwiegend durch das Tochterunternehmen Park & Control PAC GmbH durchgeführt.

## Geschäftsfelder
Apcoa erweitert seine Dienstleistungen in den Parkhäusern mit Ladesäulen, Carsharing-Diensten, Photovoltaikanlagen und Paketboxen, Stellplätzen sowie kleinen Lagern für Logistiker. Dies bedingt aber vielfach, dass die Parkhäuser für Lkw befahrbar sind.

## Struktur
Zwischen 1994 und 2003 war das Unternehmen als APCOA Holding AG an der Frankfurter Börse gelistet. Mittlerweile werden die Anteile von der APCOA Parking Holdings GmbH gehalten, das sich mittelbar über die Apcoa Group GmbH zu 100 % im Besitz des Private-Equity-Unternehmens Centerbridge Partners befindet. APCOA bewirtschaftete 2012 an 7.200 Standorten rund 1,3 Millionen Stellplätze. Das Unternehmen ist in 13 europäischen Ländern tätig.
Die APCOA Parking Holdings GmbH und deren Tochter APCOA Parking AG sind reine Holding-Gesellschaften. Das Deutschlandgeschäft ist in deren Tochter APCOA Parking Deutschland GmbH (bis 24. Februar 2013: APCOA Autoparking GmbH) gebündelt.

## Geschichte

Historisches Logo

Logo 2007

1947 wurde APCOA als Airport Parking Corporation Of America, Inc. in Cleveland, Ohio, USA gegründet.
Das Unternehmen hat eine wechselhafte Geschichte, neben der Expansion durch Gründung von Tochtergesellschaften und Übernahmen in Europa wechselte das Unternehmen auch mehrfach den Besitzer.
1970 erfolgte die Gründung der deutschen APCOA Autoparking GmbH (Stuttgart) sowie der österreichischen APCOA Parking Austria (Wien). In der Folgezeit wurden Tochtergesellschaften in Großbritannien, Italien, den Niederlanden, Polen, Norwegen, Schweden, Dänemark Kroatien, der Schweiz und der Türkei gegründet.
APCOA wurde 2000 zu 98,5 % von der Salamander AG übernommen, die 2002 von EnBW übernommen wurde. Zum 30. Juni 2004 wurde das inzwischen komplett erworbene Unternehmen an den Private-Equity-Investor Investcorp verkauft, der es 2007 an das französische Private-Equity-Unternehmen Eurazeo weiterveräußerte.
Im gleichen Jahr, wenige Monate nach dem Verkauf an Eurazeo, übernahm APCOA alle europäischen Niederlassungen von Central Parking System (CPS) – mit Ausnahme von Griechenland. In Großbritannien verdoppelte sich dadurch nahezu die Geschäftsaktivität. Mit Irland und Spanien kamen zwei neue Länder hinzu und APCOA war nun in 15 europäischen Staaten präsent. Die Zahl der Mitarbeiter wuchs um 1.720 auf 4.550. Die Anzahl der Parkierungsanlagen stieg von 3.550 auf 3.650, die der Stellplätze von 760.000 auf 860.000. In Deutschland wurde CPS in die neugegründete APCOA Parking Service GmbH (APS) ausgegliedert. APS wurde am 18. August 2011 in die Mutter-GmbH integriert und hörte damit auf zu existieren.
2010 wurde die Tochtergesellschaft Park & Control gegründet, die zahlreiche Supermarkt-Parkplätze in Deutschland im Auftrag der Handelsketten bewirtschaftet und bei Missachtung der Parkscheibenpflicht eine Vertragsstrafe über 30 Euro verhängt. Wiederholt wurde von Verbraucherschützern und Medien kritisiert, dass nicht deutlich genug auf diese Pflicht und die Vertragsstrafe hingewiesen wird, beispielsweise durch ausreichend große, aus dem fahrenden Fahrzeug lesbare Tafeln an den Zufahrten.
Am 22. Dezember 2014 gaben der US-amerikanische Investor Centerbridge und APCOA die Übernahme des Unternehmens durch Centerbridge bekannt. Damit einher geht eine massive Schuldenreduzierung von ca. 440 Mio. Euro, die auch durch ein neues Bankenkonsortium unterstützt wird.
Am 23. Oktober 2023 gab APCOA die vollständige Übernahme durch die US-Investmentgesellschaft Strategic Value Partners (SVP) bekannt. Vor der Übernahme hielt SVP einen Anteil von 16,4 % an APCOA.

## Kritik
Am von Apcoa betriebenen Parkhaus am Bahnhof Hamburg-Altona gibt es Kritik. Von einem „Parkhaus des Grauens“ ist die Rede. Die Zustände entsprächen laut Finanzsenator „in keiner Weise“ den Erwartungen der Stadt Hamburg. Laut einem Medienbericht mangele es an Hygiene, es gebe keinerlei Zutrittskontrolle, Aufzüge und Treppenhaus seien Anlaufstelle und Notdurftstelle von Obdachlosen. Laut Stadt ist Apcoa für Reinigung und Wartung des Gebäudes verantwortlich.